# Pain de Sucre (Saint-Barthélemy)
Pour les articles homonymes, voir Pain de Sucre.
Le Pain de Sucre est une île française située entre les îles de Saint-Martin et Saint-Barthélemy et rattachée à la collectivité de Saint-Barthélemy. Haute de 13 m, elle fait partie de la réserve naturelle nationale de Saint-Barthélemy.